# Cadira d'Or
La Cadira d'Or és una cadira de braços, d'ebenisteria, propietat de la Diputació de València. És una peça d'ebenisteria elaborada per algun taller valencià abans de 1883, que és quan se'n té les primeres notícies. La talla de fusta està recoberta de pa d'or i té l'escut amb les quatre barres a la part de dalt del respatller.
El 1909 es va fer servir com a tron reial en la visita d'Alfons XIII a l'Exposició Regional de 1909 i des d'aleshores tornat a servir de tron en les visites dels reis a València i és el seient de la fallera major de València en l'acte de la seua proclamació.